# St. Georg (Augsburg-Haunstetten)

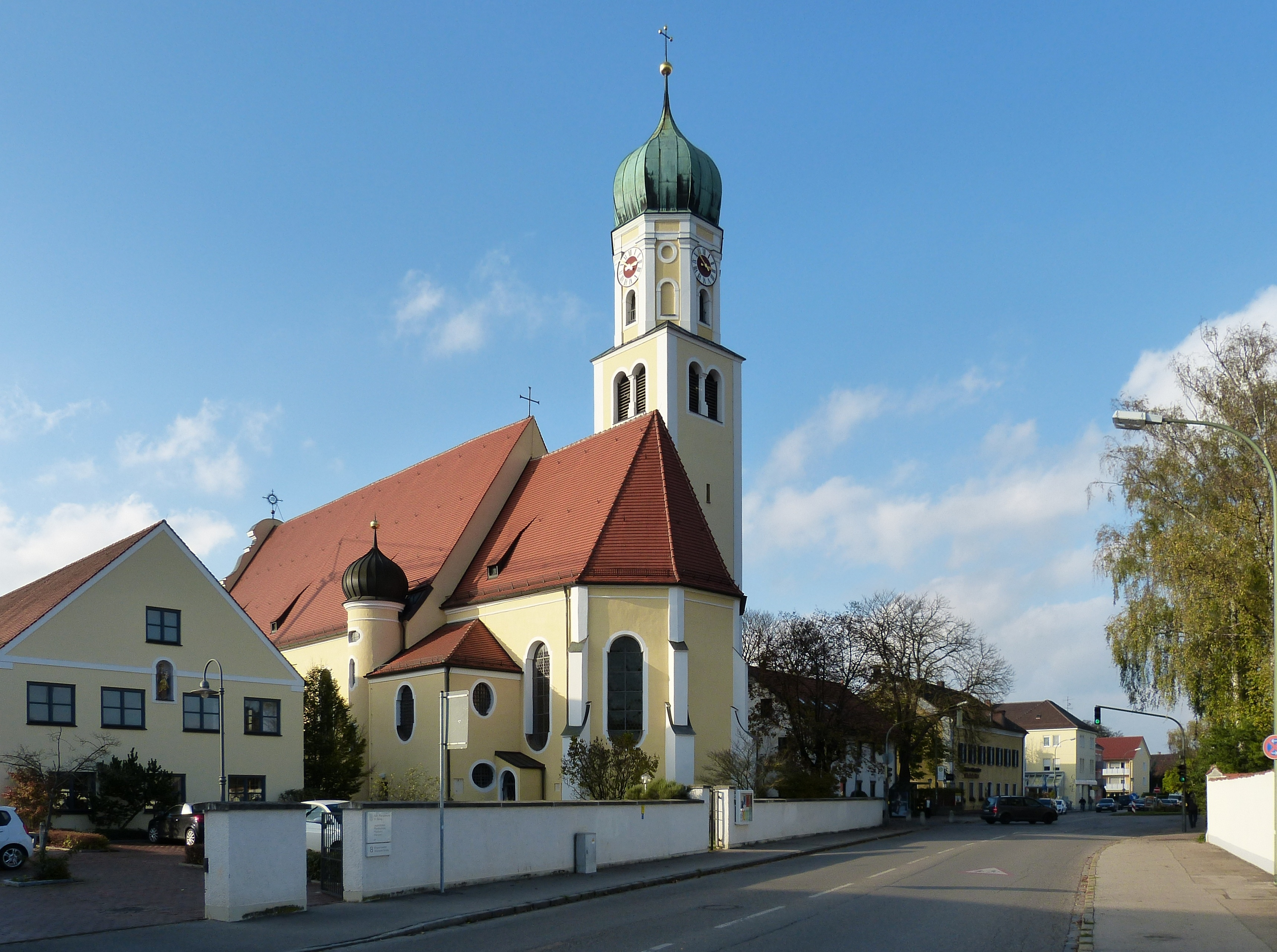
St. Georg in Augsburg-Haunstetten

Die römisch-katholische Pfarrkirche St. Georg im Augsburger Stadtteil Haunstetten ist ein geschütztes Baudenkmal.

## Lage
Die Kirche lag ursprünglich im Mittelpunkt des alten Dorfes Haunstetten. Heute befindet sie sich im Osten des Stadtteils an der Bürgermeister-Widmeier-Straße. Die Eichendorff-Volksschule liegt ihr gegenüber.

## Geschichte

Innenraum

Blick zur Empore

Die Ursprünge der Kirche dürften bis in das 9. Jahrhundert zurück reichen. Die örtliche Pfarrei St. Georg ist erstmals 1379 urkundlich erwähnt. Der heutige Kirchenbau stammt im Kern aus dem Spätmittelalter. 1501 erfolgte die Ersterwähnung des Gotteshauses, als es in die Reichsabtei St. Ulrich und Afra inkorporiert wurde. Bis zur Säkularisation blieb das Augsburger Benediktinerkloster Grund- und Patronatsherr. Während des Dreißigjährigen Krieges wurde die Kirche stark beschädigt. 1654 ließ man von dem Kistler Georg Glaser einen neuen Hochaltar anfertigen. Das Altargemälde schuf Jonas Umbach. 1699 fertigte der Kistler Lorenz Böhm aus Inningen ein neues Gestühl und eine neue Kanzel.  Unter Abt Willibald Popp erfuhr die Kirche von 1725 bis 1730 eine grundlegende Umgestaltung und Erweiterung im Stil des Barock. Den Umbau führte wohl der Baumeister Johann Paulus aus. 1761 bis 1763 wurden abermals neue Altäre von dem Schreiner Felix Frölich aus Weicht angeschafft. Von 1886 bis 1888 wurde das Langhaus nach Westen um zwei Fensterachsen erweitert und die Innenwände neu ausgemalt. Bei der Sanierung von 1964 bis 1966 ließ man alle Altäre aus dem 19. Jahrhundert entfernen und das Deckengemälde übertünchen. Im Zuge einer Renovierung von 1995 bis 1997 wurden die Wandgemälde wieder freigelegt. 1989 erfolgte der Neubau des Pfarrzentrums.

## Beschreibung
Der im Kern spätmittelalterliche Saalbau mit eingezogenem Chor und nördlichem Turm mit Zwiebelhaube ist von einer ehemaligen Friedhofsmauer, die im Norden und Osten mit Stichbogenblenden aus dem 17. bis 18. Jahrhundert versehen ist, umgeben. Das neue Deckengemälde Mariae Himmelfahrt schuf Johann Georg Wolker, die Stuckarbeiten im Chor stammten von Franz Xaver Feichtmayer d. Ä. und im Langhaus wohl von Andreas Hainz. 

## Orgel
Die Orgel stammt von Maximilian Offner aus dem Jahr 1979. Sie hat 24 Register auf zwei Manualen und Pedal.

## Geläut
Das derzeitige fünfstimmige Geläut von 1968 stammt von der Glockengießerei Engelbert Gebhard aus Kempten. Die Tonfolge lautet: h°-d¹-e¹-fis¹-a¹